# Trophée de la ville de Malmantile
Le Trophée de la ville de Malmantile (en italien : Trofeo Città di Malmantile) est une course cycliste italienne disputée au mois de juin à Malmantile, frazione de la commune de Lastra a Signa (Toscane). Créée en 2010, elle est organisée par l'ASD Ciclistica Malmantile. 
Le parcours est composé d'un premier circuit de 27 kilomètres emprunté à quatre reprises. Il se conclut ensuite par une boucle de 21,5 kilomètres à deux tours avec la "montée du château de Montelupo Fiorentino", principale difficulté de la course. 

## Palmarès
| Année | Vainqueur           | Deuxième            | Troisième               |
| ----- | ------------------- | ------------------- | ----------------------- |
| 2010  | Marco Stefani       | Fabio Taddei        | Marco Da Castagnori     |
| 2011  | Alessio Casini      | Vincenzo Ianniello  | Gennaro Maddaluno       |
| 2012  | Mattia Barabesi     | Alessio Taliani     | Luca Benedetti          |
| 2013  | Alessio Taliani     | Mario Sgrinzato     | Samuele Anichini        |
| 2014  | Marco D'Urbano      | Michele Gazzara     | Gianni Moscon           |
| 2015  | Gianluca Milani     | Marco Bernardinetti | Paolo Brundo            |
| 2016  | Marco Bernardinetti | Iván Sosa           | Daniele Trentin         |
| 2017  | Antonio Zullo       | Davide Gabburo      | Claudio Longhitano      |
| 2018  | Nicholas Rinaldi    | Gianni Pugi         | Giuseppe La Terra Pirrè |
| 2019  | Simone Piccolo      | Riccardo Marchesini | Yuri Colonna            |
| 2020  | non-disputé         | non-disputé         | non-disputé             |
| 2021  | Manuele Tarozzi     | Alessio Martinelli  | Riccardo Verza          |
| 2022  | Lorenzo Quartucci   | Filippo Magli       | Lorenzo Peschi          |
| 2023  | non-disputé         | non-disputé         | non-disputé             |
| 2024  | Francesco Parravano | Christian Di Prima  | Lorenzo Viviani         |